# Pásovec třípásý
Pásovec třípásý (Tolypeutes tricinctus) je druh chudozobého savce, který se endemicky vyskytuje ve východní Brazílii.

## Systematika
Za formální autoritu druhu se považuje švédský klasik Carl Linné, který druh popsal v roce 1758 v Systema naturae. Jedná se o jednoho ze dvou zástupců rodu Tolypeutes, do kterého ještě náleží pásovec kulovitý (Tolypeutes matacus). Podle studie z roku 2015 se oba druhy od sebe oddělily již někdy před 14 miliony lety. Podle dostupných znalostí je pásovec třípásý monotypický druh.

## Výskyt
Jedná se o endemita východní Brazílie a zároveň jediný druh pásovce endemického k Brazílii. Primární stanoviště druhu tvoří caatinga, čili suché biotopy s řídkými porosty suchomilných trnitých keřů a nízkých stromů. Pásovce třípásého lze nicméně nalézt i v přilehlých regionech, převážně ve středobrazilském cerradu na sušších stanovištích, jako jsou savany. Novější výzkum z roku 2013 navíc ukazuje, že se může vyskytovat i v krajině hluboce pozměněné člověkem.

## Popis

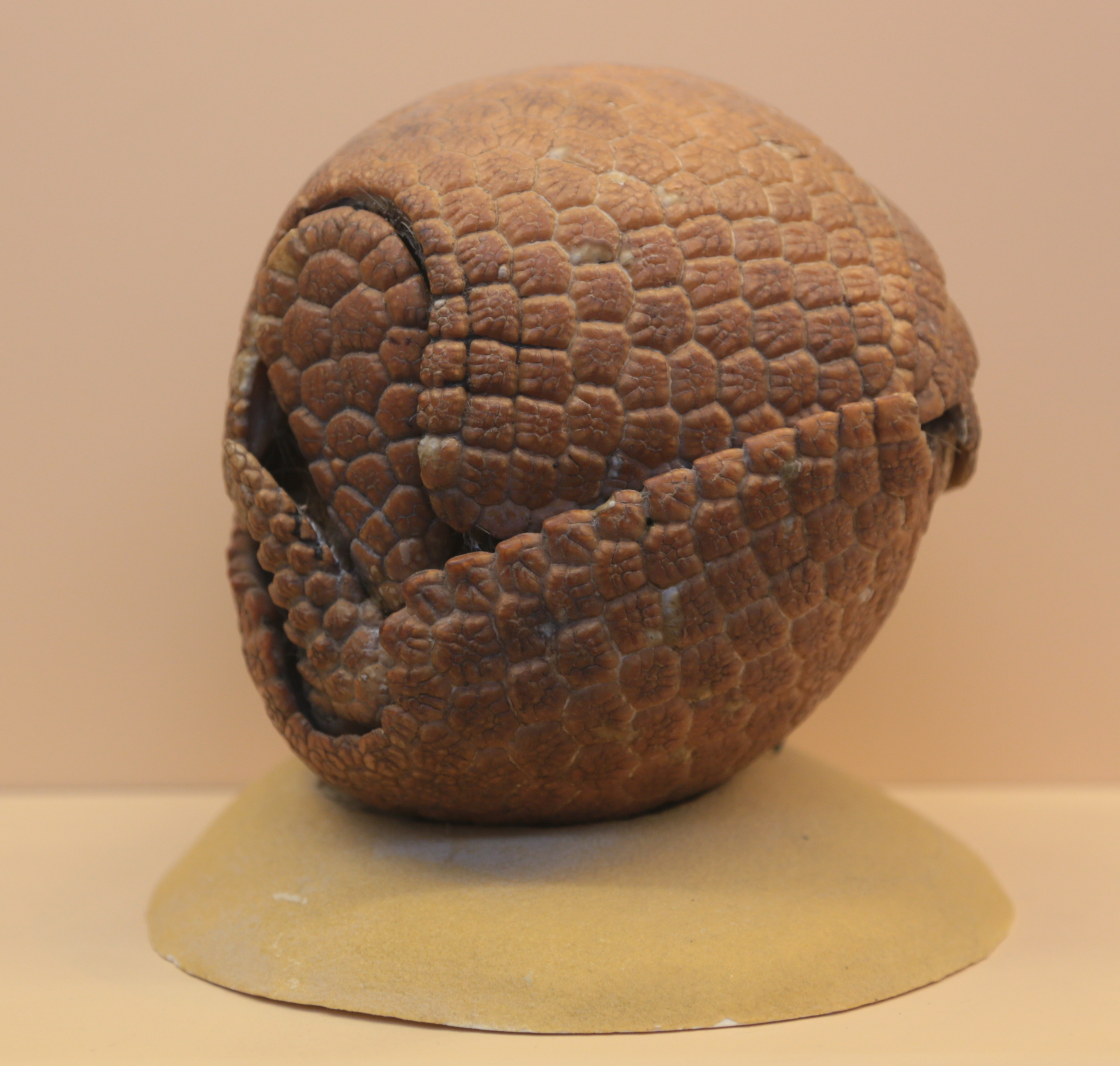
Pásovec tříprstý v klubíčku

Délka těla se pohybuje kolem 22–28 cm, ocas je dlouhý 4–8 cm, hmotnost bývá v rozmezí 1–1,6 kg. Hnědý krunýř tvoří nejčastěji tři pohyblivé pásy. Krunýř je poměrně prostorný, což umožňuje stočení do plného klubíčka. Druhý, třetí a čtvrtý prst zadních končetin jsou srostlé, a jejich drápy dávají zadním končetinám vzezření kopyta. Přední končetiny mají čtyři prsty (srv. s pěti prsty pásovce kulovitého). Oštítěna je i hlava a ocas.

## Biologie a chování
Pásovec třípásý patří k nejméně známým druhům pásovců. Žije skrytě a ve volné přírodě není snadné jej spatřit. Mezi lety 1969–1988 dokonce nedošlo k žádnému ověřenému pozorování druhu a vědci měli za to, že je druh vyhynulý, než došlo k jeho znovuobjevení.
Na rozdíl od řady jiných pásovců, pásovec třípásý není adaptován na podzemní život. Podobně jako příbuzný pásovec kulovitý, i pásovec třípásý reaguje na hrozící nebezpečí stočením těla do klubíčka spíše než zahrabáním, které je typickou protipredátorskou strategií řady jiných pásovců.
Živí se jako myrmekofág, čili požírá hlavně mravence a termity. Naproti tomu pásovec kulovitý se živí oportunisticky a požírá mj. larvy brouků a rostlinný materiál. Rozdílný jídelníček se odráží i v odlišné morfologii lebky a zubů obou druhů; pásovec třípásý má ve srovnání s pásovcem kulovitým lehčí, měkčí lebku a menší zuby. 

## Ohrožení
Mezinárodní svaz ochrany přírody (IUCN) ve své zprávě o vyhodnocení populace pásovce třípásého z roku 2014 považoval druh za zranitelný taxon. Populace tohoto pásovce klesá následkem lovu místních obyvatel a zániku přirozených stanovišť, která bývají přeměněna na plantáže s cukrovou třtinou, sójou aj. Z nemalé části svého areálu rozšíření již vymizel a v té zbývající má nerovnoměrně rozšíření. V příhodných stanovištích s malým tlakem lovců může být relativně hojný.